# Història del mariner nàufrag
La Història del mariner nàufrag és un relat d'un viatge al País de Punt, escrit al voltant del 2200 abans de la nostra era, tot i que alguns investigadors el retarden fins a la Dinastia XII (segle xx ae). La narració inclou referències a les ofrenes als déus, i a tota mena de mercaderies: encens, fusta fragant, ivori, gra, fruita, peix, ocells, i fins i tot a una serp gegant. Pertany a les obres clàssiques de l'antiga literatura egípcia, que en l'Imperi Nou eren molt conegudes i es feien servir en les escoles d'escribes.
Segons el colofó, el relat pertany a l'escriba "d'hàbils dits, Ameny, fill d'Amenaa". Hi ha un esment a aquesta obra en un text de l'època de Ramsés II.
És la primera narració de naufragis, de les quals són molt conegudes arreu del món les de Simbad i Robinson Crusoe. Relata l'experiència del nàufrag, els seus temors, la solitud i la por de morir en un lloc estranger, un tema recurrent en la literatura antiga egípcia.

## Argument
És una història dins d'una altra: comença amb una introducció, quan l'embarcació que transporta un príncep torna a Egipte després de fracassar en la seua missió comercial. El seu company intenta animar-lo explicant com la seua nau, en què treballen cent vint mariners, s'havia enfonsat durant una tempesta i com ell havia aconseguit aferrar-se a un tros de fusta i havia estat arrossegat a una illa on hi havia aliment en abundància, gra, fruita, peixos i ocells. Quan el mariner feu una ofrena als déus, la terra tremolà i se li acostà una serp gegant. El narrador explica com la seua nau s'havia enfonsat amb tot l'equip i com ell havia anat a la deriva durant tres dies abans d'arribar a l'illa. La serp li relatà la seua història, i li digué que vindria un vaixell per a portar-lo de retorn a Egipte.
Quan hi arribà la nau, la serp li donà regals valuosos, com ara encens, fusta perfumada i ivori. En marxar, el nàufrag va veure com l'illa desapareixia sota la mar.

## Descripció
La còpia que ens ha arribat sembla ser una lliçó per a escribes, perquè moltes frases es repeteixen escrites de diferents maneres. Es tracta de la recollida en el Papir de Leningrad 1115, escrita en hieràtic de manera molt clara, i n'hi ha transcripcions en jeroglífics. Tant el llenguatge com l'estil són els que s'empren en altres relats de l'Imperi Mitjà. El vocabulari és prou senzill, tot i que en alguns dels passatges encara hi ha discrepàncies sobre la traducció, perquè sembla contenir construccions arcaiques.
El text està escrit de dreta a esquerra. Les nou primeres pàgines i la darrera estan en columnes, i la resta en línies horitzontals.
La serp s'ha estat identificat amb Ra, la seua filla amb Maat i l'illa com una metàfora del ka.

## Text
| « | :Llavors el company 1 excel·lent digué: Que el teu cor s'alegre, oh, príncep! Mira: hem arribat a casa; 2 la maça s'ha agafat i s'ha colpejat l'estaca, les gràcies s'han donat i el Déu ha estat adorat. 3 Cada persona abraça al company; la tripulació ha arribat sana i estàlvia, sense pèrdues humanes i hem arribat al final a Uauat, 4 després de passar Senmut. 5 Mira! Venim en pau 6 i hem arribat a la nostra terra. Escolta, oh, príncep!, no exagere. 7 Renta't!: vessa't aigua als dits. 8 Tant de bo respongues les seues preguntes! Li parlaràs al sobirà amb el cor a la mà 9 i respondràs sense embarbussar-te: la paraula de la persona és qui la salva, 10 la seua paraula pot obtenir-ne indulgència. Fes el que vulgues, no vull pas cansar-te... 11 Et contaré una cosa semblant que em va passar a mi... 12 Vaig anar a la mina del sobirà per mar 13 amb un vaixell de 120 colzes 14 d'eslora i 40 colzes de mànega amb 120 mariners de l'elit d'Egipte. Ells albiraven el cel i la terra. Tenien el cor més valent que els lleons. Sabien predir la tempesta abans que fes mal oratge i el mal temps abans que no aparegués. Una tempesta hi va haver mentre érem a la mar, abans d'arribar a port. El vent es refermà i la tempesta mostrà la força; i una onada de 8 colzes em colpejà. Un fustam va aplacar la força de l'onatge. 15 Llavors el vaixell naufragà amb tots nosaltres a dins. Una ona de la mar m'arrossegà a aquesta illa. Vaig passar tres dies sol, amb el cor 16 com a únic company. Vaig dormir dins una cabana i vaig abraçar l'ombra del dia. 17 Vaig estirar les cames per a veure què menjaria i hi vaig trobar figues, raïm, verdura de tota mena, excel·lent; figues de ficus verdes i madures, melons que semblaven conreats; també hi havia peixos i aus. No existia res que no n'hi hagués a dins. 20 Em vaig assaciar i vaig desar en terra el que havia recollit, perquè no em cabia als braços. Vaig tallar una vara per fer foc i vaig fer una ofrena 21 als déus. Llavors, vaig sentir un so tronador i vaig pensar que eres les ones de la mar. Les branques es trencaven i la terra tremolava. Vaig traure el cap i vaig veure que era una serp que venia cap a mi; feia 30 colzes 22 i tenia una barba més llarga que 2 colzes, els membres coberts d'or i les celles d'autèntic lapislàtzuli. Estava alçada cap endavant i obrí la boca cap a mi. Mentrestant, em vaig doblegar pel ventre 23 davant d'ella. Ella em digué: Qui t'hi ha dut? Qui t'hi ha dut, home? Qui t'hi ha dut? Si tardes a dir-me qui t'hi ha dut a aquesta illa, faré que et transformes en cendra, i esdevindràs invisible. 24 Em parles i no sé què em dius. Estic davant teu i he perdut el sentit. 25 Llavors m'agafà amb la boca i em portà a sa casa, i m'hi deixà sense cap colp. Estava sa i estalvi, com si ningú m'hagués agarrat. Obrí la boca cap a mi mentre jo em doblegava davant d'ella. Ella em digué: Qui t'hi ha dut? Qui t'hi ha dut, home? Qui t'ha dut a aquesta illa de la mar, que té les vores d'aigua? 26 Llavors li vaig respondre, amb els braços encreuats en senyal de respecte davant d'ella: Açò m'ha passat: estava anant cap a una mina en una missió del sobirà, amb un vaixell de 120 colzes d'eslora i 40 colzes de mànega, amb 120 mariners de l'elit d'Egipte. Ells albiraven el cel i la terra. Tenien el cor més valent que el dels lleons. Predeien la tempesta abans que arribàs i el mal oratge abans que no aparegués. Cadascú era de cor més valent i de braç més fort que el company. No n'hi havia cap incompetent. La tempesta es desfermà mentre érem a la mar, abans d'arribar a terra. El vent es feu fort i la tempesta mostrà la força, i una ona de 8 colzes em colpejà. Fou un fustam que aplacà la força de l'onatge. Llavors el vaixell naufragà amb tota la gent a dins; no hi restà ningú tret de mi. Mira!: soc ací davant teu; em portà a aquesta illa una onada marina. Ella em digué: No tingues por! No tingues por! 27 Home: no et poses pàl·lid. Tu m'has trobat. Mira!: un déu ha permés que visques, t'ha dut a aquesta illa del ka. 28 No hi ha res que no continga: és plena de coses bones. Mira! passaràs mes rere mes fins a quatre en aquesta illa, i un vaixell vindrà d'Egipte amb mariners que coneixes, te n'aniràs amb ells a casa i moriràs a la teua ciutat. Que content està qui explica el que ha fet quan supera el tràngol! Jo el contaré una cosa semblant, que em va passar en aquesta illa: Jo era a l'illa amb mos germans, entre els quals hi havia infants. Érem 75 serps entre el que jo havia engendrat junt amb mos germans, sense esmentar la meua filleta que m'arribà per les meues pregàries. Llavors va caure una estrela i ells s'incendiaren; va ocórrer quan jo no hi era. Em vaig sentir morir de dolor! Els vaig trobar com un munt de cadàvers. Si ets fort i domines el teu cor, abraçaràs els teus fills, besaràs la teua dona i veuràs ta casa: és el millor de la vida. Arribaràs a Egipte i seràs amb els teus germans. Jo continuava, de fet, doblegat sobre el ventre, i vaig tocar amb el front el terra davant seu. Li vaig dir: Parlaré del teu poder al sobirà i li informaré de la teua grandesa. Faré que t'hi porten làudan, hekenu, iudeneb i khesait, i encens dels temples per a satisfer cada déu. Explicaré el que va ocórrer i vaig veure, del teu poder. Et lloaran a la ciutat, davant el consell de magistrats d'Egipte. Sacrificaré per a tu un bou, després d'haver sacrificat aus. Faré que et porten vaixells carregats amb totes les riqueses d'Egipte, com es fa a un déu que ama a la gent en una terra llunyana i que la gent no coneix pas. Es va riure de mi, del que li havia dit: li semblava una estupidesa. Ella em digué: No tens pas prou mirra, tot i que et convertisses en l'amo de l'encens. Jo soc realment el Senyor del País de Punt i la mirra em pertany. El hekenu que has esmentat es portarà a doll a aquesta illa. Llavors passarà que te n'aniràs d'aquesta illa i no la tornaràs a veure, perquè es transformarà en aigua. Aquell vaixell hi vingué, com havia predit ella. Vaig pujar a un arbre alt i vaig reconéixer els que hi havia. Vaig anar a dir-li-ho, però ella ja ho sabia. Em digué: Ves-te'n en pau, ves-te'n en pau, home, a ta casa, veuràs els teus fills. Fes que jo tinga bona fama a la teua ciutat. Mira!: aquests béns meus et pertanyen. Llavors em vaig gitar sobre el ventre, amb els braços estesos davant seu. Em donà un carregament de mirra, hekenu, iudeneb, khesait, càmfor, shaasekhu, galena, cues de girafa, terrons d'encens, gran quantitat d'encens, ullals d'ivori, gossos de caça, micos, babuïns i tot de riqueses valuoses. Ho vaig carregar al vaixell. Quan encara era gitat damunt el meu ventre, per donar-li gràcies al déu, va ocórrer. Em digué: Mira!. Arribaràs a casa en dos mesos, abraçaràs els fills, rejoveniràs a la teua llar fins l'hora de morir. Llavors vaig baixar a la platja, a prop del vaixell i vaig cridar a la tripulació. Vaig lloar a la vora el senyor de l'illa i ells també ho feren. Navegàrem cap al nord, cap a la Residència Reial, i arribàrem a casa en dos mesos, com havia dit ella. Em vaig presentar davant el sobirà i li vaig oferir els tributs que duia de l'illa. Ell donà les gràcies al déu, en presència del consell de magistrats d'Egipte. Em nomenaren company i em dotà d'esclaus. Mira'm! Després d'arribar a terra, després del que he vist i experimentat. Escolta'm! Mira! Escoltar és bo per a la gent. Llavors el príncep em digué: No faces d'amic excels. Qui dona aigua a l'ocell a l'alba quan el sacrificaran de matí? Colofó: Ha acabat, des del principi a la fi com allò que es va trobar escrit, en el papir de l'escriba de dits hàbils, Ameny, fill d'Amenaa, que visca, siga pròsper i tinga salut. | » |